# Heinrich von Korff (Regisseur)
Heinrich von Korff (* 5. Juni 1868 in Wien, Österreich-Ungarn; †  18. August 1938 Berlin) war ein österreichischer Theater- und Filmregisseur, Dramaturg und Drehbuchautor beim deutschen Stummfilm.

## Leben und Wirken
Nach der Matura (Abitur) studierte von Korff Philosophie und Germanistik. Anschließend (in den 1890er Jahren) versuchte er sich als Schriftsteller, wechselte dann aber zur Jahrhundertwende ans Theater. Von 1900 bis 1904 war er Dramaturg am Stadttheater von Elberfeld, von 1904 bis 1906 Regisseur an den Vereinigten Stadttheatern von Essen-Dortmund. Von 1906 bis 1909 wirkte Korff als Oberregisseur und künstlerischer Leiter an Wiens Raimundtheater und schließlich von 1909 bis Kriegsausbruch 1914 als Oberregisseur am Nürnberger Stadttheater.
In Nürnberg wirkte von 1910 bis 1912 der Nachwuchsschauspieler Werner Krauß unter seiner Leitung. Korff will diesen nach eigenen Angaben 1915 seinem Landsmann und Filmregisseur Richard Oswald für den Film anempfohlen haben, woraufhin Krauß von Oswald die Rolle des Grafen Dapertutto in seinem Leinwanddebüt Hoffmanns Erzählungen erhalten sollte. Von Korff selbst gab kurz darauf (1916) mit zwei Manuskripten für Lu-Synd-Produktionen seinen Einstand als Drehbuchautor und führte hin und wieder, so auch 1918 in seiner Heimatstadt Wien, selbst Regie. Bereits 1920 endete jedoch seine kurzlebige Arbeitsphase für das Medium Film. Über seinen späteren Lebensweg ist nichts bekannt.

## Filmografie
als Drehbuchautor, wenn nicht anders angegeben
- 1916: Die vertauschte Braut
- 1916: Die Frau mit den zwei Seelen (Regie)
- 1917: Puzzi, der Hund (UA: 1919)
- 1918: Seine tapfere Frau (auch Co-Regie)
- 1919: Der Wirrwarr
- 1919: Der Hampelmann
- 1920: Apachenrache, Teil 3 und Teil 4 (nur Schauspieler)